# Kengo Nakamura
Kengo Nakamura (中村 憲剛 Nakamura Kengo?, Kodaira, Tokio, 31 de octubre de 1980) es un exfutbolista japonés que jugaba como centrocampista y realizó toda su carrera en el Kawasaki Frontale.

## Selección nacional
Fue internacional con la selección de Japón en 68 ocasiones en las que anotó seis goles. Participó en el Mundial 2010, así como en la Copa Confederaciones 2013 y la Copa Asiática 2007.

## Clubes
| Club              | País  | Año       | Partidos | Goles |
| ----------------- | ----- | --------- | -------- | ----- |
| Kawasaki Frontale | Japón | 2003-2020 | 600      | 400   |

## Palmarés

### Títulos nacionales
| Título             | Club              | País  | Año  |
| ------------------ | ----------------- | ----- | ---- |
| J1 League          | Kawasaki Frontale | Japón | 2017 |
| J1 League          | Kawasaki Frontale | Japón | 2018 |
| Supercopa de Japón | Kawasaki Frontale | Japón | 2019 |
| Copa J. League     | Kawasaki Frontale | Japón | 2019 |
| J1 League          | Kawasaki Frontale | Japón | 2020 |
| Copa del Emperador | Kawasaki Frontale | Japón | 2020 |